# Serrat Estreto
El Serrat Estreto és un serrat de l'antic terme de Llesp, actualment del Pont de Suert (Alta Ribagorça). Es troba a l'extrem de ponent del terme, al nord-est del poble de Viuet.